# Börsen, Göteborg

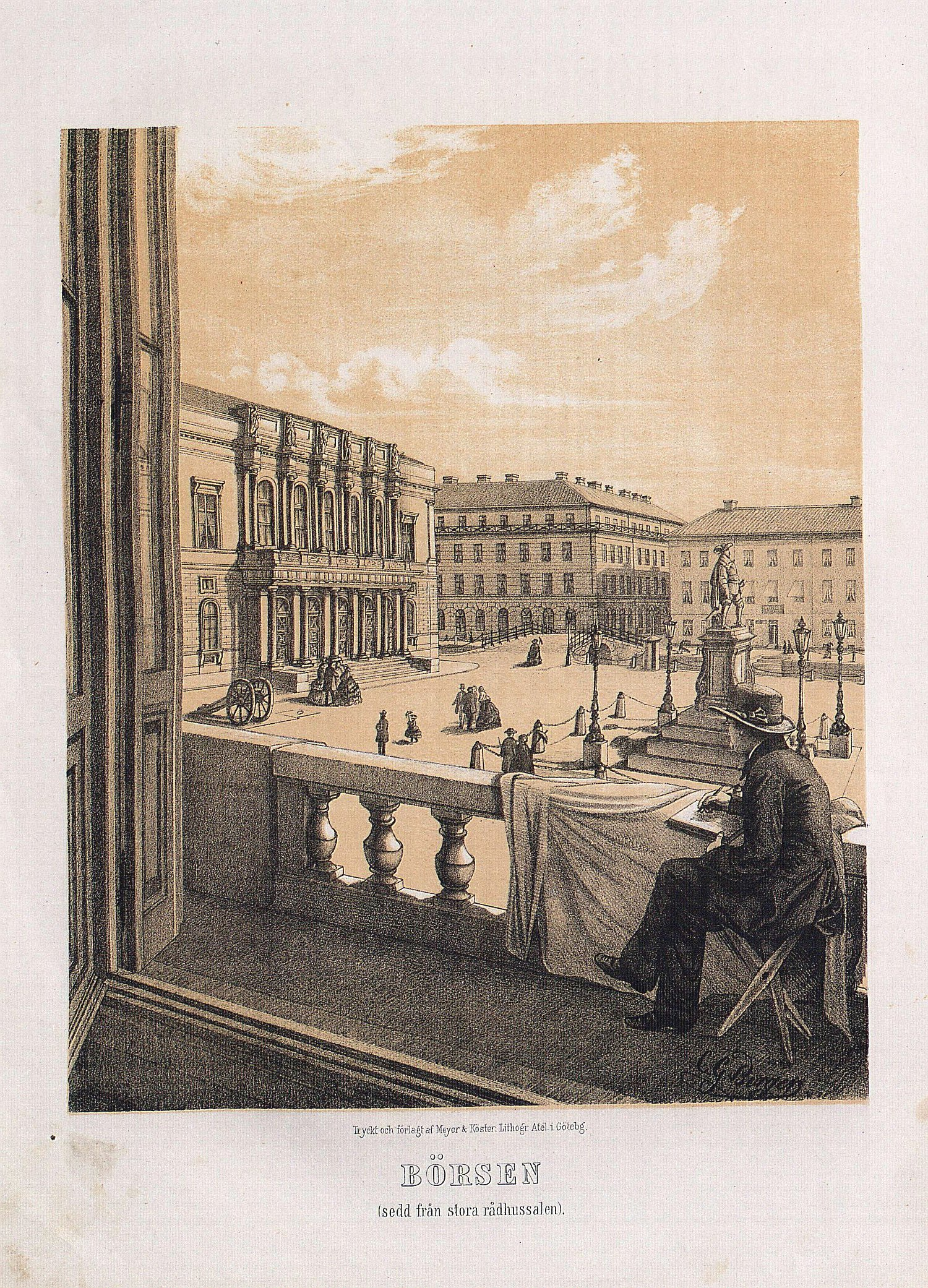
Börsen. Litografi i planschverk 1859.

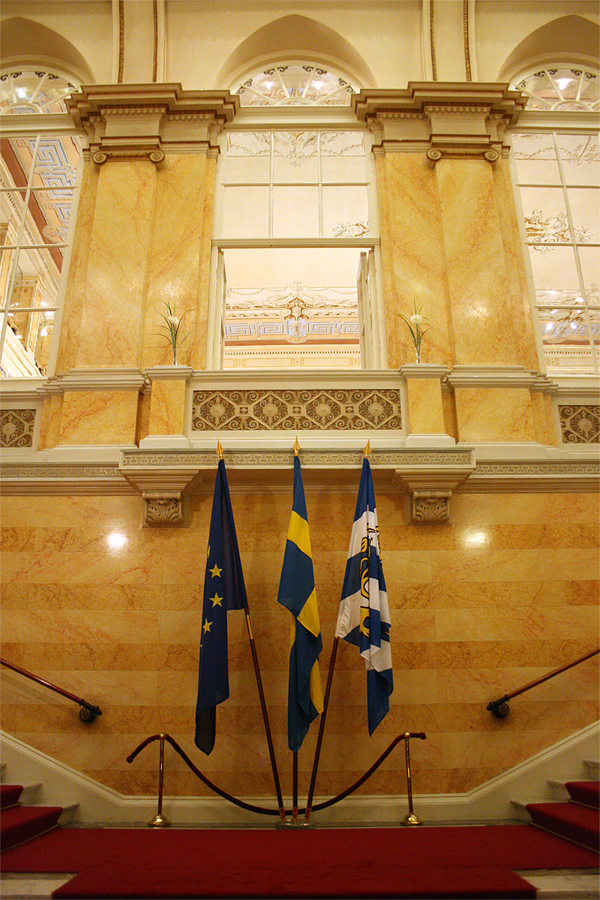
Trappan inne på Börsen.

Börsen är en byggnad i Göteborg, vid Gustaf Adolfs torgs norra sida. Byggnaden är ritad av Pehr Johan Ekman och invigd den 1 december 1849. Börsen är idag kommunfullmäktiges sammanträdeslokal och fungerar även som stadens stora representationsbyggnad.
Fastigheten ägs av Göteborgs kommun och förvaltas av Higab. Den är byggnadsminne sedan 24 oktober 1968 respektive 21 december 1973.

## Historia
I stadgarna år 1661 för Köp- och Handelsgillet i Göteborg, det första handelsgillet i Sverige, stod att köpmännen hade rätt att "upbyggia sigh en Gillestuga...", eller vistas på Stora Torget (nuvarande Gustaf Adolfs Torg), och vid sämre väderlek kunde de mellan kl.12 och 13 disponera stora salen i rådhusets nedre våning, som därför kom att kallas "Beursen".
På platsen för Börsen hade tidigare legat en byggnad i Karolinsk stil, det så kallade Kaulbarska huset, ägd av landshövdingen, generalen och friherren Johan von Kaulbars, som stridit med Karl XII och som var en av dem som slutligen hittade kungen död i en löpgrav. I början av 1800-talet blev huset stadens gästgivaregård, men revs för att ge plats åt den nya byggnaden.
Redan på 1770-talet planerades det för ett börshus, på initiativ av stadens handelsmän och 1781 bildades Börssällskapet. Stadens handelsmän använde då som sina lokaler den stora salen i Göteborgs rådhus, en kammare bredvid samt en välvd gång utanför. 1844 hade de nödiga medlen dock samlats in. Platsen var dock inte beslutad och i Göteborgs Handels- och Sjöfartstidning kan man läsa 1849 att:
| ”                                                                 | Då man för några år sedan på fullt allvar började ventilera frågan om uppförandet af en ny börsbyggnad, föreslogs åtskilliga platser, som man ansåg vara för densamma passande. Af dessa projekter var det, enligt hvilket den borde uppföras på den s.k. gamla jernvågen (nuvarande Brunnsparken) onekligen det bästa och ändamålsenliga... Thy värr bragtes dock detta förslag icke å bane förr, än det gamla hus, på hvars tomt den nuvarande börsbyggnaden blivit uppförd, redan var nedrifvet och grunden till det nya till en icke obetydlig del lagd. | „ |
| – Göteborgs Handels- och Sjöfartstidning, 24 oktober 1849, sid 1. | |   |

Lerdjupet varierar inom området mellan 20 och 50 meter, där de större djupen finns mot Östra Hamngatan, Därför grundlades byggnaden med dubbel rustbädd på pålar under kallmurarna. År 1985 undersöktes byggnaden, och det konstaterades ojämna sättningar i storleksordningen 1–2 mm/år mot Gustav Adolfs Torg och 3–4 mm/år mot Postgatan–Östra Hamngatan. En golvdifferens uppmättes på cirka 40 centimeter mellan det sydöstra och nordvästra hörnet av byggnaden mot Postgatan, där även sprickbildning uppkommit. Den 1 juni 1844 lade kung Oscar I grundstenen till den emotsedda "Börs- och Festivitetsbyggnaden", och i den urholkade stenen insattes en blydosa som innehöll 3 guld-, 11 silver- och 14 kopparmynt samt en större silvermedalj med inskriptioner. Den 1 december 1849 skedde invigningen av bygget som då hade kostat 450 000 riksdaler silvermynt.
Ursprungligen hade man från stadens sida tänkt sig en större omdaning av byggnaderna mot torget, där börshuset var den första delen. Både det Wenngrenska huset och Göteborgs stadshus (som tidigare kallades för Högvakten) skulle nedrivas och i dessas ställen skulle byggnader som anslöt till börshuset uppföras. Göteborgs Handels- och Sjöfartstidning skriver 1849:
| ”                                                                 | Facaden ligger utåt stora torget och förefaller med sin arkitektoniska prydnader mången tung; men detta mindre angenäma intryck minskas betydligt, då man erinrar sig, att det ligger i byggmästarens plan, att staden i en framtid skall inköpa det nuv. Knorringska huset, nedrifva den fula, tätt invid börsbyggnaden belägna högvakten, inreda bägge dessa hus till landshöfdingeresidens och landskansli, göra facaden på det förstnämnda huset lika med börsens, samt uppföra det mellersta (den nuv. högvakten) i en stil, som harmonierar med begge dessa facader. | „ |
| – Göteborgs Handels- och Sjöfartstidning, 24 oktober 1849, sid 1. | |   |

Huset krävde 2 miljoner murstenar. Cementen kom från England. Fyra murargesäller från Hamburg anlitades för fastsättning av ornamenten, främst skapade av hovbildhuggaren, professor Axel Fahlcrantz.
Professor Carl Gustaf Qvarnström hade fått i uppdrag att modellera de sex frisskulpturerna längst upp på husets fasad mot torget. De är gjutna i zink på Finspongs gjuteri och föreställer från vänster: 
- "Idogheten" – en kvinna som bär en slända och ett timglas.
- "Lyckan" – kom senare att kallas "Freden", eftersom hon håller en palmkvist i vänstra handen. Den högra handen bär en krona och vänster fot vilar på ett klot.
- "Handeln " – gestaltas av Mercurius med merkuriusstav.
- "Sjöfarten" – gestaltas av Neptunus med sin treudd.
- "Rikedomen" – en kvinna, rikt draperad, lutar sig mot en vinstock med druvklasar, och i vänster hand bär hon rikedomens symbol, ymnighetshornet.
- "Industrien" – en kvinna bär i höger hand en stav med vingar och en hand med vaksamhetens öga. Vänster hand vilar mot ett roder.

Modellformarna till de övriga ornamenten sändes till Jonsereds gjuteri, som där fyllde dem med gjutjärn, ett dittills nästan oprövat material för ändamålet.
Den tyske dekorationsmålaren F. Hagedorn fick uppdraget att utföra dekorationsmålningen, tillsammans med den italienske stuckatören Antonio Detoma. Dessa arbeten väckte så stort intresse bland allmänheten att tillträde endast medgavs mellan klockan 13 och 14.30 på söndagar.
Det första stadsfullmäktige-sammanträdet skedde 5 januari 1863 kl.10.00.
1895 drabbades Börsen av en eldsvåda, som skadade vissa delar. Den kommande renoveringen misslyckades delvis och därför beslöt man att göra en om- och tillbyggnad 1904–1905. Nyinvigningen skedde 17 februari 1906.
Byggnadens taxeringsvärde 1889 var 467 000 kronor.

## Börsens rum

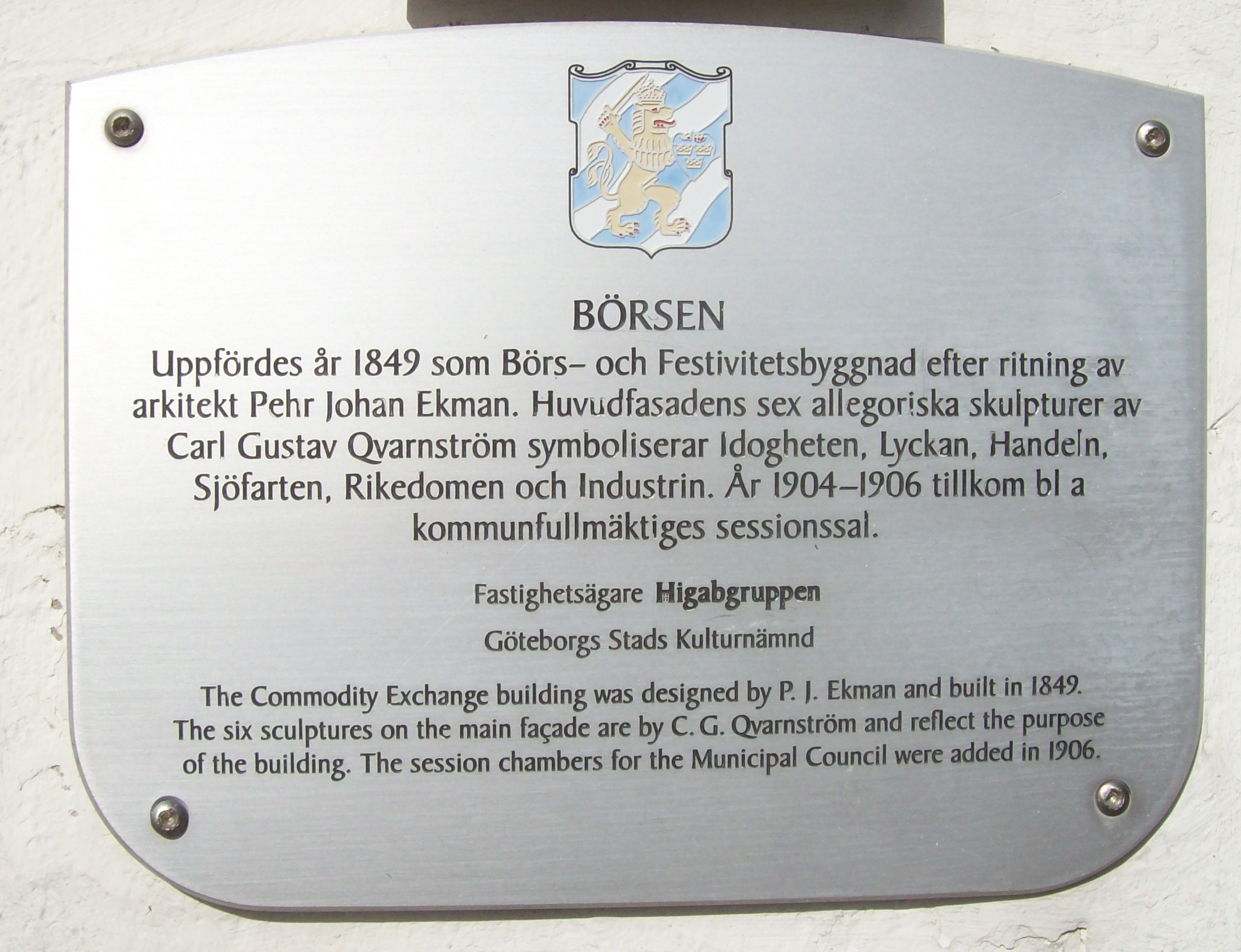
Plakett med information om byggnaden.

- Börssalen – ligger direkt innanför de fem portarna, från torget räknat. Dess väggar är av röd marmorstuck och de joniska kolonnerna utmed långsidorna är av grön kolmårdsmarmor. År 1877 sattes fyra järnpelare in i mitten av salen, som en förstärkning. Vid salens västra sidovägg står en staty av kung Oscar I, skapad av den göteborgsfödde skulptören Johan Peter Molin.

- Smetanarummet – tidigare Mäklarekontoret. Upplåtet 1962 till minne av den tjeckiske kompositören Bedrich Smetana, som 100 år tidigare lämnat Göteborg efter fem framgångsrika år inom stadens musikliv. Den stora malmklockan på norra kortväggen inköptes 1845 och har troligen använts som vällingklocka under byggnadstiden, senare som börsklocka.

- Sammanträdesrummet – ligger mittemot Smetanarummet.

- Hallen – tillkom 1905 och ersatte då en öppen gård. Hallen har ett välvt glastak och väggar i gul marmorstuck. Den omges av en barriär med kolonner och pilastrar. Genom en dörr i hallens norra fönsterförsedda vägg kommer man in i ett damrum i rokoko, som mest används vid kungliga gästers besök.

- Festivitetssalen – i dagligt tal: Stora Börssalen. Parkettgolvet är importerat från München, och träslagen är ljusgul lönn, brungrå ek, rödbrun mahogny och rödlila amarant – allt sammanfogat i ett polygonmönster med stjärnor. Väggarna är ordnade i arkader, med inramningar av spegelglas, vilket ger illusionen att salen är oändligt lång. Ovanpå salens fyra kakelugnar står gipsstatyer, inköpta från Berlin av handelsmansänkan J. Henriques. Tre av dem är sånggudinnor, Klio, Melpomene och Euterpe, och den fjärde föreställer Sanningen. Mercuriusstatyn som inköptes av staden 1946 är skapad av göteborgsskulptören Bengt Erland Fogelberg. Skulpturen är utförd i Rom 1825 för greve Trolle-Bonde. Johan Niklas Byström skapade i Rom på 1820-talet statyn Amor och Venus som står vid salens östra kortsida. Ljuskronorna är i brons och beställdes från Paris. Salen beskrivs i Göteborgs Handels- och Sjöfartstidning 1849 med följande ord:

| ”                                                                | Då man genom den smakfullt ornerade öfra vestibulen inträder i den stora festivitets- eller danssalen, blir ögat nästan bländadt af den prakt och elegans, som det öfverallt uppenbarar sig. Äfven denna sal, som upptager byggnadens hela bredd och 40 fot av dess längd, är ordnad i arkadformer, mellan hvilka å långsidorna äro anbragta pilastrar. Vid salens begge ändar höjer sig på sina piedestaler en rad av pelare i korinthisk stil. Väggar, pilastrar och kolonner äro i denna sal af spegelblank, hvit gipsmarmor. Piedestalerna äro af samma materia, men i röda och gula färger. Därrkarmarne äro af spegelblank, mångfärgad gipsmarmor, med utkelningar i det yttre kanterna. Öfverst kring hela salen löper ett entablement, som slutar med en genombruten bekröning i palmettformer. Taket är indeladt i kassetter; å det, liksom å väggarne, äro anbragt lätta ornamenter af gips, ömsom helt och hållet, ömsom blott delvis förgyllda. Hela salen kan sägas vara i hvitt och guld. Å ena långväggen, ungefär 14 fot från golfvet, är uppförd en musikläktare, som hvilar på vid väggen anbragta, något utspringande, pilastrar och konsoler samt är försedd med en lätt och prydlig balustrad. Över dörrarne till festivitetslokalen äro anbragte basreliefer, föreställande de fyra årstiderna, efter Thorwaldsens modeller, och på det fyra pyramidformiga kakelugnarna af hvitt porcellän befinnas antika statyer, föreställande Clio, Malpomene, Euterpe och en symbol af Sanningen. Mellan kolonnerna, vid hvardera ändan af salen, äro arkader, i hvilka, till deras hela storlek, äro anbragda speglar af 16 fots höjd, utan några märkbara ramar. Genom spegling och återspegling åstadkomma dessa en på en gång imposant och förvillande effekt: då man kastar blicken i dem ser det nemligen ut som man åt intetdera hållet kunde upptäcka salens gräns. Vid baler och andra dylika tillfällen kommer denna festsal att upplysas af sju, ifrån taket nedhängande, stora, riks ornerade ljuskronor af brons, som blifvit förfärdigade i Paris, och erhållit sina platser midt för de kolossala speglarne. Golfvet, förfärdigadt i München, är i mosaik sammansatt af flera ädlare trädslag, i olika färger och fasoneringar. Totalintrycket af den prakt, som råder i denna sal, låter sig väl känna, men svårligen med ord uttrycka. Också skall H. M. Konungen sjelf, när han under sitt sednaste vistande i Götheborg besökte den nya börsbyggnaden, vid inträdet i denna sal hafva blifvit helt överraskad af den der herrskande elegans, smak och lyx, samt helt öppet tillstått, att det var det mest praktfulla rum, han ännu någonsin hade skådat - ett loford, hvari äfven H. K. H. Kronprinsen instämde. | „ |
| – Göteborgs Handels- och Sjöfartstidning 24 oktober 1849, sid 1. | |   |

- Kommunfullmäktiges Samtalsrum eller "hörnrummet" – tre salonger i fil. Här finns bland annat Anders Zorns framställning av Olof Wijk den yngre.

- Kommunfullmäktiges Sessionssal – i klassisk jugendstil bakom stora skjutdörrar. Salen fick sitt utseende efter den stora ombyggnaden 1904–1905. Här finns plats för cirka 80 ledamöter, administration och press.

- Konsertsalen – eller Lilla Börssalen. Från 1863 (då stadsfullmäktige kom till) fram till 1906 användes det som sammanträdesrum. Efter invigningen 1849 har salen flitigt använts för konserter, föreläsningar och soiréer.

Salongerna är tre till antalet, och ligger i fil utmed Östra Hamngatan.
- Pompejanska rummet – med väggmålningar i pompejansk stil, utförda av F. Hagedorn.
- Stuckrummet – utfört i vit, blå och svagt röd marmorstuck.
- Sidenrummet eller Röda rummet – med väggfält i röd sidendamast.